# 戸田金一
戸田 金一（とだ きんいち、1930年1月1日 - ）は、日本の歴史学者・教育学者。秋田大学名誉教授。元聖園学園短期大学保育科教授。専門は近代日本教育史・教育学。
栃木県に生まれる。1953年、東京文理科大学教育学科卒業。秋田大学教授、八戸工業大学教授、聖園学園短期大学教授をへて、秋田大学名誉教授、教育学博士。1981年に秋田市文化賞、1994年に北方教育特別賞を受賞。かつて皇民化教育を批判的に研究していた。2008年秋の叙勲で、瑞宝中綬章を受章。

## 著書
- 『秋田県教育史　近代学校設立編』（みしま書房、1976年）
- 『秋田県教育史　北方教育編』（みしま書房、1979年）
- 『この子らに学ぶ』（無明舎出版、1984年）
- 『秋田県の教育史』（思文閣出版、1984年）
- 『秋田県学制史研究』（みしま書房、1988年）
- 『昭和戦争期の国民学校』（吉川弘文館、1993年）
- 『真実の先生―北方教育の魂加藤周四郎物語』（教育史料出版会、1994年）
- 『国民学校―皇国の道』（吉川弘文館、1997年）
- 『教師になるということ』（無明舎出版、2001年）
- 『北方教育の誕生　秋田の人づくり』（秋田魁新報社、2004年）
- 『明治初期の福祉と教育　慈善学校の歴史』（吉川弘文館、2008年）